# Стебнєва Людмила Титівна
Людмила Титівна Стебнєва (1936—2017) — радянський передовик сільського господарства, доярка племзаводу імені Комінтерну Починківського району Смоленської області, Герой Соціалістичної Праці (1975).

## Біографія
Людмила Титівна Стебнєва народилася 25 жовтня 1936 року в селі Лемяховка (нині — Починківський район Смоленської області) в родині працівників сільського господарства. У 1949 році закінчила п'ять класів школи, після чого працювала телятницею, потім дояркою в радгоспі імені Комінтерну Починковського району. З 1953 року працювала дояркою на племзаводі імені Комінтерну.
Домоглася постійних високих надоїв молока від закріпленої за нею групою корів — не менше 5000 кілограмів від кожної з голів. Багато разів ставала переможницею соціалістичного змагання тваринників. Особливих успіхів досягла в IX п'ятирічці, раздоївши 19 корів до класу «еліта-рекорд» і «еліта», що дають по 6000-7000 кілограмів молока кожна. Це дозволило їй виконати свій особистий п'ятирічний план за чотири роки.
Указом Президії Верховної Ради СРСР від 10 лютого 1975 року за видатні успіхи, досягнуті у Всесоюзному соціалістичному змаганні, і виявлену трудову доблесть у дострокове виконання завдань дев'ятої п'ятирічки і прийнятих зобов'язань по збільшенню виробництва і продажу державі продуктів тваринництва» Людмила Титівна Стебнєва удостоєна високого звання Героя Соціалістичної Праці з врученням ордена Леніна і медалі «Серп і Молот».
Неодноразово обиралася членом Починківського райкому КПРС, депутатом Починківської райради. Померла 16 березня 2017 року, похована в селі Мачули Починківського району Смоленської області.
Також нагороджена орденом Трудового Червоного Прапора та низкою медалей.